# Arondismentul Digne-les-Bains
Arondismentul Digne-les-Bains (în franceză Arrondissement de Digne-les-Bains) este un arondisment din departamentul Alpes-de-Haute-Provence, regiunea Provence-Alpes-Côte d'Azur, Franța.

## Subdiviziuni

### Cantoane
- Cantonul Barrême
- Cantonul Digne-les-Bains-Est
- Cantonul Digne-les-Bains-Ouest
- Cantonul La Javie
- Cantonul Les Mées
- Cantonul Mézel
- Cantonul Moustiers-Sainte-Marie
- Cantonul Riez
- Cantonul Seyne
- Cantonul Valensole

### Comune
| 1. Aiglun (04001)                   | 2. Allemagne-en-Provence (04004) | 3. Archail (04009)                 | 4. Auzet (04017)                     |
| 5. Barles (04020)                   | 6. Barras (04021)                | 7. Barrême (04022)                 | 8. Beaujeu (04024)                   |
| 9. Beynes (04028)                   | 10. Blieux (04030)               | 11. Bras-d'Asse (04031)            | 12. Brunet (04035)                   |
| 13. Le Brusquet (04036)             | 14. Le Castellard-Melan (04040)  | 15. Le Castellet (04041)           | 16. Le Chaffaut-Saint-Jurson (04046) |
| 17. Champtercier (04047)            | 18. Chaudon-Norante (04055)      | 19. Châteauredon (04054)           | 20. Clumanc (04059)                  |
| 21. Digne-les-Bains (04070)         | 22. Draix (04072)                | 23. Entrages (04074)               | 24. Entrevennes (04077)              |
| 25. Esparron-de-Verdon (04081)      | 26. Estoublon (04084)            | 27. Gréoux-les-Bains (04094)       | 28. Hautes-Duyes (04177)             |
| 29. La Javie (04097)                | 30. Majastres (04107)            | 31. Malijai (04108)                | 32. Mallemoisson (04110)             |
| 33. Marcoux (04113)                 | 34. Mirabeau (04122)             | 35. Montagnac-Montpezat (04124)    | 36. Montclar (04126)                 |
| 37. Moustiers-Sainte-Marie (04135)  | 38. Les Mées (04116)             | 39. Mézel (04121)                  | 40. Oraison (04143)                  |
| 41. La Palud-sur-Verdon (04144)     | 42. Prads-Haute-Bléone (04155)   | 43. Puimichel (04156)              | 44. Puimoisson (04157)               |
| 45. Quinson (04158)                 | 46. Riez (04166)                 | 47. La Robine-sur-Galabre (04167)  | 48. Roumoules (04172)                |
| 49. Saint-Jacques (04180)           | 50. Saint-Jeannet (04181)        | 51. Saint-Julien-d'Asse (04182)    | 52. Saint-Jurs (04184)               |
| 53. Saint-Laurent-du-Verdon (04186) | 54. Saint-Lions (04187)          | 55. Saint-Martin-de-Brômes (04189) | 56. Saint-Martin-lès-Seyne (04191)   |
| 57. Sainte-Croix-du-Verdon (04176)  | 58. Selonnet (04203)             | 59. Senez (04204)                  | 60. Seyne (04205)                    |
| 61. Tartonne (04214)                | 62. Thoard (04217)               | 63. Valensole (04230)              | 64. Verdaches (04235)                |
| 65. Le Vernet (04237)               |                                  |                                    |                                      |